# Străzile au amintiri
Străzile au amintiri este un film românesc din 1962 regizat de Manole Marcus. Rolurile principale au fost interpretate de actorii Antoaneta Glodeanu, Silviu Stănculescu și Constantin Dinulescu.

## Distribuție
Distribuția filmului este alcătuită din:
- Antoaneta Glodeanu — Doina Dobre, tânără ilegalistă comunistă
- Silviu Stănculescu — Ilieș, iubitul Doinei, muncitor la Rafinăria Vega, ilegalist comunist
- Viorica Popescu — Elisabeta (Veta) Dobre, mama Doinei, spălătoreasă, văduva unui muncitor ucis de poliție în timpul grevelor din 1933
- Virgil Florescu — scriitorul care-l găzduiește pe Victor în timpul raziei
- Maria Dumitrache — Ana, fiica lui moș Toader, care se preface iubita lui Victor
- Constantin Dinulescu — inspectorul de siguranță Vulcăneanu (menționat Const. Dinulescu)
- Valeriu Paraschiv — Victor, muncitor la Rafinăria Vega, ilegalist comunist
- Toma Caragiu — comisarul de poliție Nelu
- Sandu Sticlaru — Fane, muncitor la Rafinăria Vega, ilegalist comunist
- Ernest Maftei — Alexandru, mecanic de locomotivă, ilegalist comunist
- Dumitru Palade
- Dumitru Dumitru
- Petre Popa — Vasilescu, agentul de poliție care-l urmărește pe Victor
- Romulus Neacșu
- Dan Nicolae
- V. Constantinescu
- Mircea Balaban
- Mihai Mereuță — bărbatul din refugiul dispensarului
- Emil Bozdogescu
- Nora Șerban
- Paula Chiuaru
- Iulia Vraca
- Mircea Aramă

## Primire
Filmul a fost vizionat de 2.288.129 de spectatori în cinematografele din România, după cum atestă o situație a numărului de spectatori înregistrat de filmele românești de la data premierei și până la data de 31 decembrie 2014 alcătuită de Centrul Național al Cinematografiei.